# Milano-Torino 2020
La Milano-Torino 2020, centounesima edizione della corsa, valevole come quattordicesima prova dell'UCI ProSeries 2020 categoria 1.Pro e come terza prova della Ciclismo Cup 2020, si è svolta il 5 agosto 2020 su un percorso di 198 km con partenza da Mesero e arrivo a Stupinigi, in Italia. La vittoria è stata appannaggio del francese Arnaud Démare, che ha completato il percorso in 4h18'57" alla media di 45,877 km/h precedendo l'australiano Caleb Ewan e il belga Wout Van Aert.
Sul traguardo di Stupinigi 146 ciclisti, su 149 partenti da Mesero, hanno portato a termine la competizione.

## Squadre e corridori partecipanti
| N.      | Cod. | Squadra                     |
| ------- | ---- | --------------------------- |
| 1-6     | ALM  | AG2R La Mondiale            |
| 11-17   | AFC  | Alpecin-Fenix               |
| 21-27   | ANS  | Androni Giocattoli-Sidermec |
| 31-37   | AST  | Astana Pro Team             |
| 41-47   | BCF  | Bardiani-CSF-Faizanè        |
| 51-57   | BOH  | Bora-Hansgrohe              |
| 61-67   | CCC  | CCC Team                    |
| 71-77   | CWG  | Circus-Wanty Gobert         |
| 81-87   | DQT  | Deceuninck-Quick Step       |
| 91-97   | GAZ  | Gazprom-RusVelo             |
| 101-107 | GFC  | Groupama-FDJ                |

| N.      | Cod. | Squadra                |
| ------- | ---- | ---------------------- |
| 111-116 | ISN  | Israel Start-Up Nation |
| 121-127 | LTS  | Lotto Soudal           |
| 131-137 | MTS  | Mitchelton-Scott       |
| 141-147 | MOV  | Movistar Team          |
| 151-157 | ITA  | Italia                 |
| 161-166 | PCB  | Team Arkéa-Samsic      |
| 171-177 | INS  | Team Ineos             |
| 181-187 | TJV  | Team Jumbo-Visma       |
| 191-197 | TFS  | Trek-Segafredo         |
| 201-207 | UAD  | UAE Team Emirates      |
| 211-217 | THR  | Vini Zabù KTM          |

## Ordine d'arrivo (Top 10)
| Pos. | Corridore        | Squadra    | Tempo    |
| ---- | ---------------- | ---------- | -------- |
| 1    | Arnaud Démare    | Groupama   | 4h18'57" |
| 2    | Caleb Ewan       | Lotto      | s.t.     |
| 3    | Wout Van Aert    | Jumbo      | s.t.     |
| 4    | Peter Sagan      | Bora       | s.t.     |
| 5    | Danny van Poppel | Circus     | s.t.     |
| 6    | Nacer Bouhanni   | Arkéa      | s.t.     |
| 7    | Fernando Gaviria | UAE        | s.t.     |
| 8    | Manuel Belletti  | Androni    | s.t.     |
| 9    | Dion Smith       | Mitchelton | s.t.     |
| 10   | Ben Swift        | Ineos      | s.t.     |